# Wspinaczka sportowa na Letnich Igrzyskach Olimpijskich 2024
Zawody we wspinaczce sportowej na Letnich Igrzyskach Olimpijskich 2024, które zostały rozegrane w dniach 5–10 sierpnia 2024 w Le Bourget Sport Climbing Venue.

## Format
Podczas igrzysk olimpijskich zostały rozegrane 4 konkurencje (2 kobiece i 2 męskie): wspinaczka na szybkość oraz kombinacja jako suma boulderingu i prowadzenia. W porównaniu do poprzednich igrzysk została wydzielona jako osobna konkurencja wspinaczka na czas. W zawodach uczestniczyło 68 zawodników, więcej o 28 w porównaniu do igrzysk w Tokio.

## Rezultaty

### Kobiety
| Konkurencja                          | Złoto               | Rezultat | Srebro          | Rezultat | Brąz               | Rezultat |
| Wspinaczka na czas (szczegóły)       | Aleksandra Mirosław | 6,10     | Deng Lijuan     | 6,18     | Aleksandra Kałucka | 6,53     |
| Bouldering i prowadzenie (szczegóły) | Janja Garnbret      | 168,5    | Brooke Raboutou | 156      | Jessica Pilz       | 147,4    |

### Mężczyźni
| Konkurencja                          | Złoto            | Rezultat | Srebro        | Rezultat | Brąz           | Rezultat |
| Wspinaczka na czas (szczegóły)       | Veddriq Leonardo | 4,75     | Wu Peng       | 4,77     | Sam Watson     | 4,74     |
| Bouldering i prowadzenie (szczegóły) | Toby Roberts     | 155,2    | Sorato Anraku | 145,4    | Jakob Schubert | 139,6    |

## Tabela medalowa
| Miejsce | Państwo           | Złoto | Srebro | Brąz | Razem |
| ------- | ----------------- | ----- | ------ | ---- | ----- |
| 1.      | Polska            | 1     | 0      | 1    | 2     |
| 2.      | Indonezja         | 1     | 0      | 0    | 1     |
| 2.      | Wielka Brytania   | 1     | 0      | 0    | 1     |
| 2.      | Słowenia          | 1     | 0      | 0    | 1     |
| 5.      | Chiny             | 0     | 2      | 0    | 2     |
| 6.      | Stany Zjednoczone | 0     | 1      | 1    | 2     |
| 7.      | Japonia           | 0     | 1      | 0    | 1     |
| 8.      | Austria           | 0     | 0      | 2    | 2     |